# 뱅뱅사거리
뱅뱅사거리(Baengbaeng Junction)는 대한민국 서울특별시 서초구 서초동에 위치한 사거리로, 강남역과 양재역 사이에 위치하고 있다. 또한 효령로와 도곡로의 경계를 알려주는 사거리이기도 하다. 

## 어원
'뱅뱅 사거리'라는 명칭은 1983년, 당시 인기 있던 의류 브랜드인 뱅뱅(BANG BANG)의 본사가 위치해 있어 붙여졌다.
2021년, 당시 이 이름이 붙여진 뱅뱅의 지하 1층에는 현대자동차 매장이 있고, 사거리 주변에는 뱅뱅 어패럴 매장이 있다.